# Szabó Marcell (költő)
Szabó Marcell (Szeged, 1987. március 18. –) magyar költő, műfordító, kritikus, szerkesztő.

## Élete és pályafutása
2005-ben érettségizett a Pannonhalmi Bencés Gimnáziumban, ugyanebben az évben részt vett a sárvári Diákírók, Diákköltők Országos Találkozóján, ahol vers kategóriában arany oklevelet nyert, illetve a filozófia Országos középiskolai tanulmányi versenyen kilencedik helyezést ért el. Felsőfokú tanulmányait 2006-ban kezdte meg az Eötvös Loránd Tudományegyetem Bölcsészettudományi Kar francia és esztétika szakán az Eötvös József Collegium francia műhelyének bentlakó tanulójaként. A 2008–2009-es tanévet Franciaországban töltötte. BA diplomáját 2011-ben szerezte meg francia–esztétika szakon. 2011 és 2013 között az Université Paris Sorbonne (Paris IV) hallgatója volt összehasonlító irodalomtudomány (littératures comparées) szakon. 2014-től ugyanezen az egyetemen, az École Doctorale III összehasonlító irodalomtudomány doktori képzésén vesz részt, illetve az ELTE BTK Magyar Irodalom- és Kultúratudományi Intézetének doktori hallgatója. 2016-tól az MTA–ELTE BTK Általános Irodalomtudományi Kutatócsoportjának tagja.
Versei, kritikái 2005-től jelennek meg rendszeresen, többek között az Alföld, Élet és Irodalom, Holmi, Ex Symposion, Jelenkor, Irodalmi Jelen, Kalligram, Magyar Narancs, Mozgó Világ, Népszabadság, Pannonhalmi Szemle, Parnasszus, Prae, Tiszatáj folyóiratokban. Első verseskötete A szorítás alakja címmel 2011-ben jelent meg a JAK-füzetek sorozat 168. köteteként a József Attila Kör és a Prae.hu gondozásában. Műfordításai 2007-től jelennek meg. 2011-ben Antonin Artaud rodezi leveleiből fordított válogatást, 2012-ben Roland Barthes Gyásznaplóját, 2014-ben pedig Maurice Blanchot A túl nem lépés című könyvét fordította magyarra, mindhárom kötet a Kijárat Kiadó gondozásában jelent meg. 2016-ban Francis Ponge A dolgok oldalán című könyvét fordította le Tóth Rékával és Varga Mátyással közösen, ami a József Attila Kör és a L'Harmattan gondozásában jelent meg.
2006-tól 2009-es megszűnéséig tagja volt a Telep Csoportnak. 2007-től 2009-ig Deres Kornéliával, Krusovszky Dénessel és Urfi Péterrel közösen az Eötvös Loránd Tudományegyetem támogatásával megalapított Puskin Utca című negyedéves művészeti folyóirat szerkesztője volt. 2012-től a Műút folyóirat Kikötői hírek című rovatának francia irodalmi megjelenésekkel foglalkozó alrovatát szerkeszti. 2014-től a Versum online nemzetközi költészeti folyóirat szerkesztője. 2008-tól a József Attila Kör tagja. 2013-ban Horváth Péter irodalmi ösztöndíjra jelölték, illetve Móricz Zsigmond-ösztöndíjat, 2014-ben pedig Babits Mihály műfordítói ösztöndíjat kapott. 2013 és 2016 között a francia állam doktori ösztöndíjasa (Boursier du Gouvernement Français).

## Verseskönyvei
- A szorítás alakja, József Attila Kör, Prae.hu, 2011
- A közeli limbus; Jelenkor, Bp., 2016
- A zseb vallási karaktere – Materialista vigasztalások, Műút-könyvek, Szépmesterségek Alapítvány, Miskolc, 2021.

## Műfordításai
- Francis Ponge: A dolgok oldalán, József Attila Kör–L’Harmattan, Budapest, 2016 (Tóth Rékával és Varga Mátyással közösen)
- Maurice Blanchot: A túl nem lépés, Kijárat Kiadó, Budapest, 2014[14]
- Bruno-Nassim Aboudrar: Íme, József Attila Kör–L’Harmattan, Budapest, 2014[15]
- Georges Bataille: A napánusz, Ex Symposion, 2012/77[16]
- Roland Barthes: Gyásznapló, Kijárat Kiadó, Budapest, 2012[17]
- Antonin Artaud: Rodezi levelek (1943-46), Kijárat Kiadó, Budapest, 2011[18]
- Antonin Artaud: Az idegmérleg, in. Artaud, avagy a gondolkodás szenvedéstörténete, Kijárat Kiadó, Budapest, 2011
- Jean-Michel Maulpoix: Kékversek, Typotex Kiadó, Budapest, 2008 (Az Eötvös Collegium fordítóműhelyével, szerkesztette Sepsi Enikő)[19]

## Ösztöndíjai, díjai
- 2022: Hazai Attila Irodalmi Díj
- 2014-2017: doktori ösztöndíj, ELTE-BTK
- 2014: Genfi Egyetem nyári ösztöndíja (French Literature in a Global Perspective)
- 2014: Babits Mihály műfordítói ösztöndíj
- 2013-2016: Francia állami ösztöndíj kettős irányítású (cotutelle) doktori képzésre (Boursier du Gouvernement Français)
- 2013: Móricz Zsigmond-ösztöndíj
- 2013: Horváth Péter irodalmi ösztöndíj (jelölés)
- 2011: XXX. OTDK Francia irodalom szekció I. hely: Parole fragmentaire et dialogicité dans les œuvres d’Edmond Jabès

## Interjúk
- A tékozlás dicsérete – Szabó Marcell Tandori Dezsőről, Litera.hu, 2014. május 8.